# Panamá nos Jogos Olímpicos de Verão de 1952
O Panamá participou dos Jogos Olímpicos de Verão de 1952 na cidade de Helsinque, na Finlândia. Apenas um atleta representou o Panamá, sendo que este não obteve medalha.